# Ábside Media
Absis Mitjanaés un grup de comunicació espanyol, propietat de la Conferència Episcopal Espanyola. La seva activitat se centra en la producció i exhibició de continguts audiovisuals. Actualment, opera el canal de televisió Trece i les emissores de ràdio COPE, Cadena 100, MegaStar FM i Rock FM.

## Història
El 13 de novembre de 2020 la Conferència Episcopal Espanyola va fer una roda de premsa on va anunciar que havia creat Ábside Media, una nova societat limitada per a agrupar els seus mitjans de comunicació, les emissores de ràdio del Grup COPE i el canal de televisió Trece. La societat seria propietària del 75% de la COPE i del 99% de Trece.
El 17 de març de 2022, el conseller delegat, Fernando Giménez Barriocanal, va anunciar que no s'havia descartat que el grup de comunicació de l'Església catòlica a Espanya sortís a bossa en un futur.
El 30 de juny de 2022el grup va reorganitzar la sev a estructura administrativa, nomenant José Luis Restán com a president i a Javier Visiers com a nou conseller delegat de l'empresa.

## Activitats
El grup de comunicació és propietari del 99% del canal de televisió generalista d'àmbit nacional, Trece, i del 75% del grup d'emissores de ràdio espanyoles del Grup COPE.